# Линник Анастасія Ігорівна
Анастасія Ігорівна Линник (нар. 11 липня 1993) — білоруська футболістка, нападниця «Динамо-БДУФК» та збірної Білорусі.

## Життєпис
Вихованка ДЮСШ «Мотор», перший тренер — Ірина Булигіна. Кар'єру розпочинала в клубі «Зорка-БДУ», в складі «студенток» вісім разів ставала призером чемпіонату Білорусії, тричі вигравала Кубок і двічі Суперкубок. У 2017 році в складі «Мінська» оформила «золотий» дубль, вигравши чемпіонат і кубок країни. У 2018 року представляла РДУОР. У 2019 році повернулася в «Мінськ», з яким знову завоювала чемпіонський титул і кубок. У 2020 році перейшла до новоствореного клуб «Динамо-БДУФК», з яким також зробила «золотий дубль».
Виступає як за футбольну, так і за футзальну збірну.

## Досягнення
«Зорка-БДУ»
- Чемпіонат Білорусі
  -  Срібний призер (6): 2009, 2010, 2011, 2014, 2015, 2016[1]
  -  Бронзовий призер (2): 2012, 2013[1]

- Кубок Білорусі
  -  Володар (3): 2009, 2010, 2013[1]

- Суперкубок Білорусі
  -  Володар (3): 2010, 2013[1], 2021

«Мінськ»
- Чемпіонат Білорусі
  -  Чемпіон (2): 2017, 2019[1]

- Кубок Білорусі
  -  Володар (3): 2017, 2019[1]

Особисті
- Футболістка року в Білорусі: 2016[4]